# قطعنامه ۵۸۴ شورای امنیت
قطعنامه ۵۸۴ شورای امنیت سازمان ملل متحد که در تاریخ ۲۹ مه ۱۹۸۶ تصویب شد، سندی بین‌المللی دربارهٔ اسرائیل-جمهوری عربی سوریه است. این قطعنامه طی نشست ۲۶۸۷ام با ۱۵ موافق، ۰ مخالف و ۰ ممتنع تصویب شد.